# Deixis

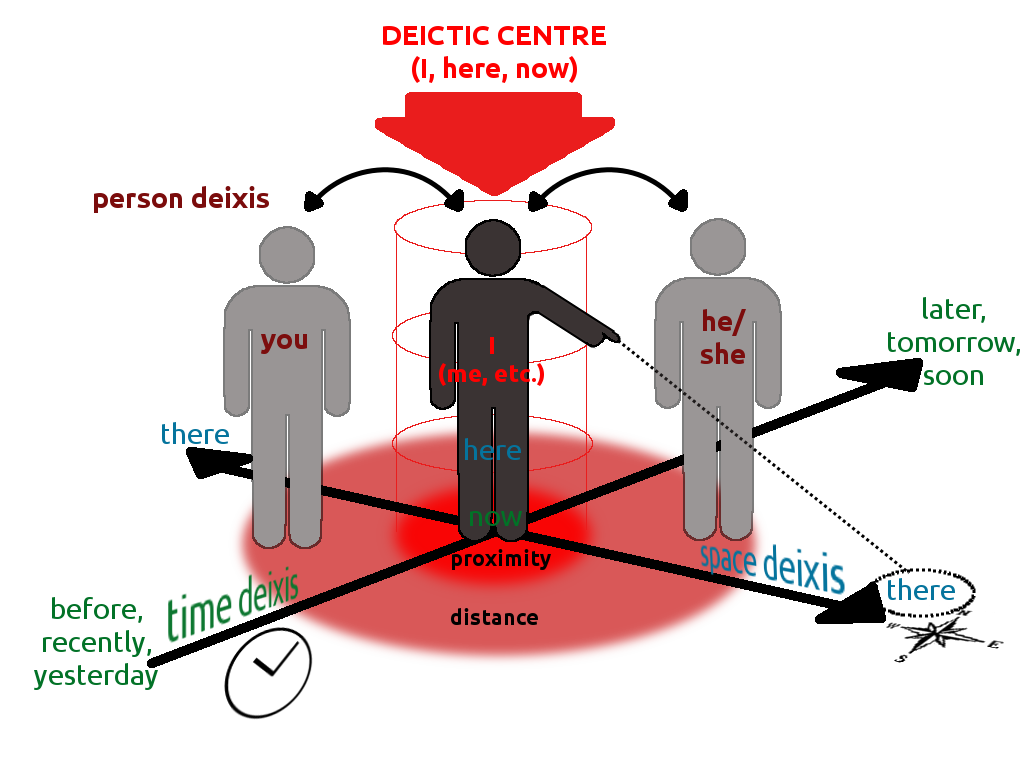
La deixis (en esta imagen, con los términos en inglés): la deixis de persona, la deixis de lugar y la deixis de tiempo.

Un ejemplo de «deixis de lugar»

El término deixis (del griego antiguo δεῖξις deixis, 'demostración', 'referencia') indica el uso de un punto de referencia en el habla que solo se puede identificar por el contexto; el uso del término se remonta al filósofo griego estoico Crisipo de Solos. Los deícticos, por tanto, son los elementos gramaticales cuyo significado completo e interpretación precisa cambian por completo según la perspectiva personal, espacial o temporal del hablante en un momento determinado: los pronombres personales (yo, tú, nosotros... ) o los adverbios de tiempo (hoy, ayer, entonces... ) y de espacio (aquí, allá, detrás... ) son ejemplos de representación deíctica.
En pragmática, las expresiones deícticas dependen, para su interpretación, del contexto del hablante, sobre todo del contexto físico de los elementos extralingüísticos. Los deícticos son las palabras que se interpretan según la situación de comunicación, y necesitan que se muestre de algún modo a qué se refieren.
En la oralidad y en las lenguas de señas, puede señalarse o mirarse el referente en cuestión. En la escritura, en cambio, dicho referente ya fue mencionado con anterioridad. En cualquiera de sus formas de expresión, el receptor puede completar su significado si conoce todo el contexto. Si alguien dice: "Se lo darás a ella, no a él", el destinatario de la orden deberá conocer a qué personas concretas se refieren los pronombres él y ella en esa situación.

## Tipos de deixis
Según se refiera a personas, objetos, lugares o espacios temporales, la deixis se clasifica como sigue:
- La deixis social es una expresión deíctica que se refiere a un participante. Puede tener una función distintiva en la relación social, como por ejemplo la expresión de cortesía «usted» en contraste con la expresión «tú».
- La deixis personal es aquella expresión deíctica que se refiere al papel que desempeña un participante. Estas deixis pueden ser de primera, de segunda o de tercera persona. Algunos ejemplos de deixis de primera persona son los siguientes pronombres y determinantes «yo, nosotros, nuestro, mi, mío, míos».
- La deixis de lugar es una expresión deíctica que sitúa a un participante en el espacio e indica cercanía o lejanía, como por ejemplo «aquí, ahí, allí».
- La deixis de tiempo es un referente temporal en relación con un momento en particular que suele ser el instante en que se articula el mensaje.

Cuando un pronombre no se refiere a un elemento de la situación de comunicación sino a otra palabra mencionada antes en el texto se denomina anáfora. Por ejemplo: Alicia acarició a su gato y este salió corriendo por la ventana. Es, pues, la facultad que poseen las palabras denominadas deícticas o deícticos: los pronombres, algunos determinantes y algunos adverbios, de hacer referencia a una palabra que ha aparecido antes (deíxis anafórica) o que aparecerá después (deíxis catafórica) o de señalar circunstancias espaciales, personales y temporales.
La llamada deíxis exofórica o deíxis ad oculos es aquella en la que el referente al que alude el pronombre es extralingüístico, es decir, se sitúa en la situación comunicativa real. La deixis de la fantasía o deixis ad fantasma es el señalamiento a objetos no presentes en la situación de discurso. Se realiza en el plano de la memoria o la imaginación: En aquellos años eso era corriente. Algunos ejemplos ilustrativos adicionales son:
- Ejemplo de deixis anafórica: Paula se peina el cabello. El pronombre reflexivo se se refiere a "Paula".
- Ejemplo de deixis catafórica: Le dijo algunas cosas a Luis. El pronombre de objeto indirecto le se refiere a "Luis".

La deixis también se utiliza en las oraciones como un tipo de mecanismo de sustitución. O también un deixis se emplean para señalar personas, espacios o tiempos que no tienen un referente directo. Algunos adverbios de tiempo y espacio de los pronombres personales pueden tener esta función: yo, tú, él, ahí, aquí, allá, ahora, después, entonces.